# Aeroporto di Mar del Plata
L'Aeroporto Internazionale Astor Piazzolla (in spagnolo: Aeropuerto Internacional Astor Piazzolla) serve la città argentina di Mar del Plata, noto centro balneare della provincia di Buenos Aires, nonché le località turistiche della costa atlantica.
L'aeroporto è sede della Base Militare Mar del Plata della Fuerza Aérea Argentina.

## Storia
Il terminal attuale fu rifatto in occasione del Campionato mondiale di calcio 1978.
Dal 1995 al 2008 l'aeroporto fu intitolato al brigadier generale Bartolomé de la Colina. Il 20 agosto 2008 lo scalo aeroportuale fu intitolato al celebre musicista Astor Piazzolla, nativo di Mar del Plata.